# La Clusa (Cuneo)
La Clusa (piemontès la Ciusa; italià Chiusa di Pesio) és un municipi italià, situat a la regió del Piemont. L'any 2007 tenia 3.781 habitants. Està situat a la Val Pes, dins de les Valls Occitanes. Limita amb els municipis de Beinette, Briga Alta, la Briga (Alps Marítims), Limone Piemonte, Margarita, Peveragno, Pianfei, Ròcafòrt i Vilanòva.

## Administració
| Període | Identitat            | Partit        |
| ------- | -------------------- | ------------- |
| 2004-   | Riccardo Mucciarelli | Llista cívica |

## Fills il·lustres
- Matteo Bottasso (1878-1918), matemàtic